# Valon Berisha
Valon Mittan Berisha (ur. 7 lutego 1993 w Malmö) – kosowski piłkarz występujący na pozycji pomocnika. Zawodnik klubu Stade de Reims. Od 2016 roku gra w reprezentacji Kosowa.

## Kariera klubowa
Berisha treningi rozpoczął w 1998 roku w norweskim Egersunds IK. W 2008 roku został włączony do jego pierwszej drużyny, grającej w czwartej lidze. W 2010 roku podpisał kontrakt z klubem Viking FK z Tippeligaen. W lidze tej zadebiutował 21 marca 2010 roku w wygranym 4:0 pojedynku z SK Brann. 31 października 2010 roku w zremisowanym 1:1 spotkaniu z Lillestrøm SK strzelił pierwszego gola w Tippeligaen. Przez trzy sezony w barwach Vikinga rozegrał 56 spotkań i zdobył 4 bramki.
W 2012 roku Berisha odszedł do austriackiego zespołu Red Bull Salzburg. W Bundeslidze zadebiutował 18 sierpnia 2012 roku w zremisowanym 4:4 meczu z Admirą Wacker.
W latach 2018–2020 Berisha grał w S.S. Lazio, z którego w 2020 był wypożyczony do Fortuny Düsseldorf. Następnie latem 2020 przeszedł do Stade de Reims.

## Kariera reprezentacyjna
Berisha grał w reprezentacji Norwegii U-15, U-16, U-17, U-18, U-19 oraz U-21. W pierwszej reprezentacji Norwegii zadebiutował 15 stycznia 2012 roku w zremisowanym 1:1 meczu Puchar Króla Tajlandii z Danią.
Od 2016 roku gra w reprezentacji Kosowa.

## Sukcesy

### Red Bull Salzburg
- Mistrzostwo Austrii: 2013/2014, 2014/2015, 2015/2016, 2016/2017, 2017/2018
- Puchar Austrii: 2013/2014, 2014/2015, 2015/2016, 2016/2017

### S.S. Lazio Rzym
- Puchar Włoch: 2018/2019